# Pepe Marchena

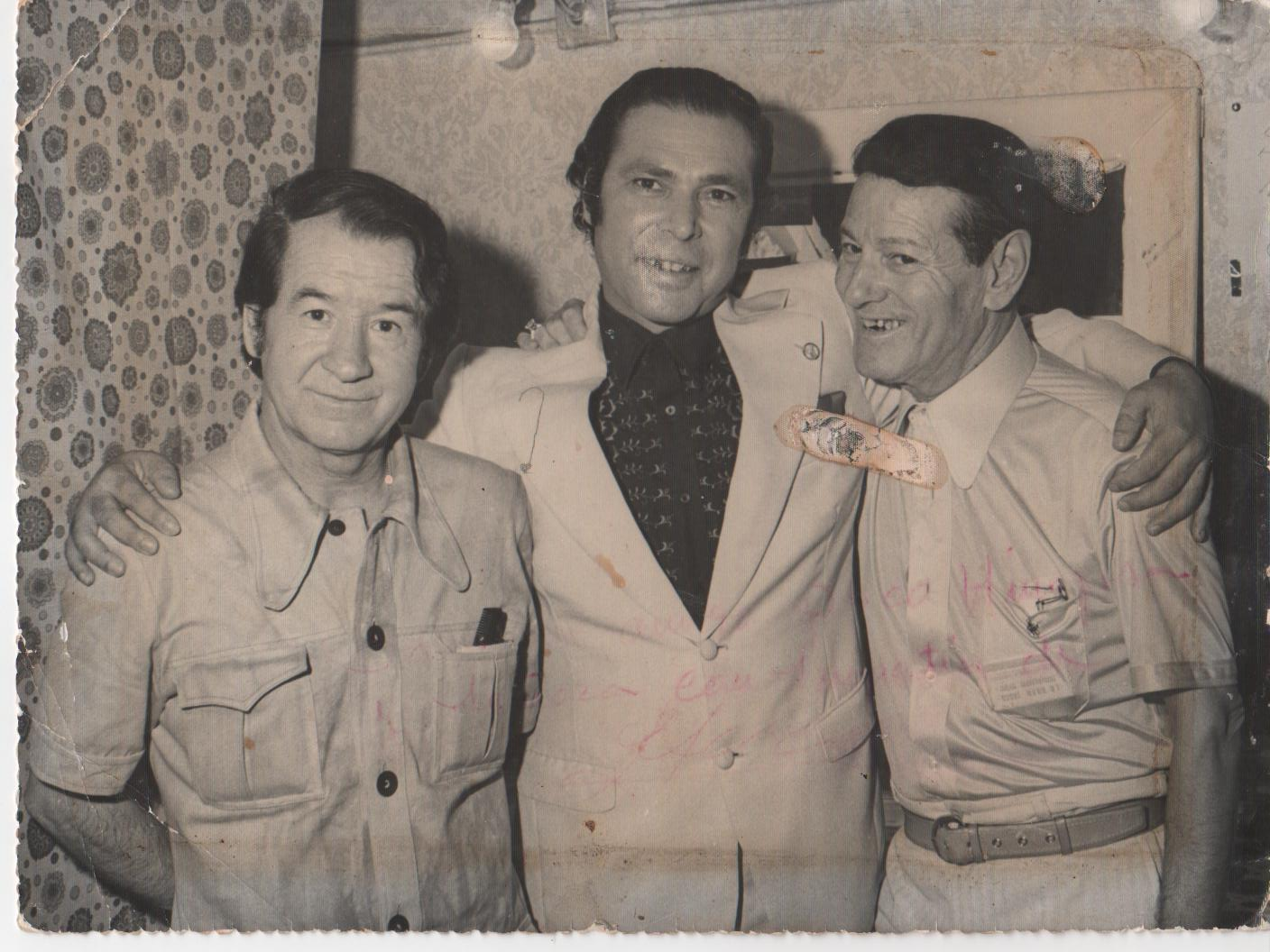
Von links nach rechts: Juanito Valderrama, Juan el de la Vara und Pepe Marchena

José Tejada Martín, bekannt als Pepe Marchena oder Pepe de Marchena (* 1903 in Marchena; † 4. Dezember 1976 in Sevilla), war ein spanischer Flamencosänger.
In seiner Jugend arbeitete Pepe Marchena als Schäfer, später lernte er Schlosser und Gastwirt. Abends sang er in den Lokalen der Umgebung. Er nannte sich zunächst (El) Niño de Marchena („Der Junge aus Marchena“). Nachdem er bei einem Amateur-Wettbewerb in Fuentes de Andalucía gewonnen hatte, erhielt er mit 14 Jahren einen Vertrag in dem Café de Novedades in Sevilla. Außerhalb der Provinz Sevilla debütierte er zunächst in Córdoba und wurde 1921 von dem Sänger Rafael Pareja nach Madrid weiterempfohlen.
Hier nahm er seine erste Schallplatte auf und trat zusammen mit bekannten Flamenco-Künstlern auf. Mit dem Komponisten Julián Sánchez-Prieto Redondo, alias „El Pastor Poeta“, entwarf er ein Konzept miteinander verbundener, mit Musik und Handlung verbundener Szenen, die in großen Stierkampfarenen und Theatern aufgeführt wurden. Er spielte ab 1935 (Paloma de mis amores) in Filmen mit und sang in sogenannten Flamenco-Opern (Ópera flamenca), von denen er selbst einige schrieb und inszenierte. (So führte er 1936 mit Jacinto Antolín Gallego (1899–1968), genannt „Jacinto Almadén“, die Komödie Consuelo la Trianera auf.)
Seine Kritiker warfen (wie noch in den 1990er Jahren Ángel Álvarez Caballero) ihm vor, mit seinem gefälligen Stil und oberflächlicher und künstlicher Darstellung den ihrer Meinung nach Schmerz und Leid darstellenden Flamenco zu entstellen zu entwerten. 1969 hielt er seinen Kritikern entgegen, dass niemand den Cante jondo ertrage und leitete damit eine Entwicklung des Flamenco zu Interpretationen wie von Paco de Lucía, Camarón de la Isla und Enrique Morente ein.
Tourneen führten ihn durch ganz Spanien, nach Nordafrika, in den Nahen Osten und nach Paris. 1952 begann er, Vorträge über den Flamenco zu halten, und 1954 führte er in einer Radiosendung alle Stilrichtungen des Flamenco-Gesanges vor. Im Laufe der Jahrzehnte wurde er mit zahlreichen Preisen geehrt und stand mit allen Größen des Flamenco (etwa den Sängern Antonio Chacón, José Cepero, Manuel Vallejo, José Torres Garzón, genannt Pepe Pinto, und Aurelio de Cádiz, der Sängerin Pastora Pavón, genannt „La Niña de los Peines“, sowie den Gitarristen Javier Molina, Ramón Montoya, Luis Yance Fernandez (1892–1938) und Niño Ricardo) seiner Zeit auf der Bühne. 1974 konnte er sein 50-jähriges Bühnenjubiläum feiern. Bald darauf erkrankte er an Krebs. Am 28. November 1976, sechs Tage vor seinem Tod, nahm er öffentlich Abschied von seinem Publikum und allen anderen Flamenco-Künstlern.
Pepe Marchena kreierte eine eigene Schule des Flamenco, den marchenismo.
Von Marchena stammt das berühmte Guajira-Lied Allá  en fondo del mar. Aus der Guajira hatte er 1931 den Flamencostil Colombiana entwickelt.